# Naomi (wrestlerka)
Trinity Fatu z domu McCray (ur. 30 listopada 1987 w Sanford) – amerykańska wrestlerka i tancerka. Obecnie jest związana z WWE, gdzie występuje w brandzie SmackDown pod pseudonimem Naomi. W 2023 r. podpisała kontrakt zawodniczy z amerykańską federacją wrestlingu Impact Wrestling, gdzie występowała pod pseudonimem ringowym Trinity, po tym jak w latach 2009–2022 rywalizowała w WWE. W chwili zawarcia małżeństwa z zawodowym zapaśnikiem Jonathanem Fatu, noszącym pseudonim Jimmy Uso, stała się częścią znanej samoańskiej rodzin zapaśników Anoaʻi.
W sierpniu 2009 r. podpisała kontrakt z WWE i została przydzielona do jego ówczesnej federacji rozwojowej, Florida Championship Wrestling (FCW), gdzie została pierwszą mistrzynią FCW Divas. W sierpniu 2010 r. wzięła udział w kobiecym trzecim sezonie NXT, zajmując drugie miejsce. W styczniu 2012 r. zadebiutowała w głównym rosterze wraz z Cameron, tworząc tag tema o nazwie The Funkadactyls. W latach 2014–2016 była także menadżerem The Usos (Jey Uso i Jimmy Uso). W 2015 r. zajęła 7. miejsce spośród 50 najlepszych wrestlerek w rankingu czasopisma „Pro Wrestling Illustrated”.
W WWE sięgnęła dwukrotnie po mistrzostwo świata kobiet SmackDown. Była także inauguracyjną zwyciężczynią pojedynku WrestleMania Women’s Battle Royal na WrestleManii 34 w 2018 r. Jednokrotnie zdobyła WWE Women’s Tag Team Championship (z Sashą Banks) na WrestleManii 38 w kwietniu 2022 r. Miesiąc później ona i Banks opuściły WWE w wyniku sporu na tle kreatywnym i zostały zawieszone na czas nieokreślony. W marcu 2023 roku, po prawie roku domysłów, Fatu potwierdziła odejście z organizacji. Następnie podpisała kontrakt z Impact Wrestling i zadebiutowała w pierwszym majowym odcinku programu telewizyjnego federacji, gdzie była byłą mistrzynią świata TNA Knockouts. Wróciła do WWE w styczniu 2024 roku na gali Royal Rumble.

## Młodość
Trinity McCray urodziła się 30 listopada 1987 r. w Sanford na Florydzie. Przed rozpoczęciem kariery wrestlerki Fatu była cheerleaderką klubu koszykarskiego Orlando Magic, a także tancerką w zespole rapera Flo Ridy.

## Kariera wrestlerki

### WWE (2009-2022)

#### Florida Championship Wrestling (2009–2011)
WWE podpisało kontrakt z McCray w październiku 2009. Największy debiut to 3 września 2009 roku na tapingu FCW, gdzie brała udział jako lumberjill w walce Serena Macini vs Angela o tytuł Queen of FCW. Zaliczyła debiut 29 października 2009 na tapingu, gdzie pod pseudonimem ringowym Naomi Night w parze z Alexem Rileyem zostali pokonali przez AJ Lee & Bret DiBiase. 20 czerwca 2010 roku Naomi pokonała Serenę Deeb w odcinku FCW TV i została inauguracyjną FCW Divas Champion. Straciła tytuł na rzecz AJ Lee, 23 stycznia 2011 roku.

#### NXT (2010–2011)
W sierpniu 2010 ogłoszono, że Naomi będzie jednym z uczestników trzeciego sezonu NXT, z udziałem tylko i wyłącznie kobiet. Jej mentorką była Kelly Kelly. Tam ona i jej wszystkie rywalki brały udział, w różnych rywalizacjach i konkurencjach. Ostatecznie Naomi dotarła do finału, gdzie przegrała z Kaitlyn.

#### The Funkadactyls (2012–2014)
Naomi zadebiutowała, w głównym składzie, w styczniu 2012, gdzie wraz z Cameron służyły jako menedżerki dla Brodusa Claya. Od tamtej pory tworzyła zgrany duet z Cameon o nazwie The Funkadactyls, gdzie obie znane były dzięki swoich tańców i wygimnastykowanym ciele, dzięki czemu ich ruchy były bardzo atletyczne i mocno urozmaicone, wyróżniające się wśród innych. Na TLC, w grudniu 2012 Naomi wygrała battle royal, o miano pretendencie do WWE Divas Championship należące do Eve Torres, z którą przegrała tej samej nocy.
Po dołączeniu do składu programu Total Divas, wraz z innymi kobietami reprezentowały feud z Divas Champion AJ Lee. Naomi kilkukrotnie podejmowała próbę odebrania tytułu od Lee, aczkolwiek jej się to nie udało.
W lutym 2014 Naomi doznała legalnego złamania kości podczas meczu z Aksaną na Raw. Po powrocie brała udział, wraz ze wszystkimi Divami WWE, w walce o Divas Championship, na WrestleManii 30, gdzie zwycięsko wyszła obrończyni tytułu, AJ Lee. 7 lipca po przegranej w tag team matchu, Naomi i Cameron wdały się w bójkę, rozwiązując zespół. Na gali Battleground, Cameron pokonała Naomi. Następnie Naomi i Cameron wymieniały się zwycięstwami na mniej ważnych galach, umacniając rozpad.

#### Team B.A.D i rewolucja Div (2015–2016)
Naomi wraz z Taminą zostały powołane do rewolucji Div, wraz z Charlotte, Paige, Becky Lynch, Divas Champion Nikki Bella, Brie Bella, Alicia Fox i NXT Women’s Champion Sasha Banks, która ostatecznie dołączyła do Naomi i Taminy tworząc Team B.A.D. Cała rewolucja miała i ma za zadanie sprawić, aby dywizja kobiet stała się lepsza. Rewolucja ta trwa do dziś. Wszystkie panie rywalizowały ze sobą, czy to w tag team matchach, czy to w pojedynkach singlowych. Oprócz tego Naomi brała udział w rywalizacjach o Divas Championship, należącego do Nikki Belli.
W lutym 2016, Banks ogłosiła odejście z drużyny, w wyniku czego Tamina i Naomi ją zaatakowały. Następnie Banks sprzymierzyła się z Becky Lynch, w rywalizacji przeciwko Taminie i Naomi. Na pre-show WrestleManii 32, drużyna Naomi, Taminy, Lany, Summer Rae i Emmy została pokonana w walce z Brie Bellą, Paige, Alicią Fox, Natalyą i Evą Marie. W maju Naomi dostała wolne, z powodu zerwania ścięgna.

#### SmackDown Women’s Champion (2016–2017)
Naomi powróciła z nową piosenką wejściową, wejściem, wyglądem i charakterem, bo jako face, z promocją „Feel the Glow”, 16 sierpnia 2016, po powołaniu do brandu SmackDown w ramach wznowionego Draftu. We wrześniu rywalizowała, w meczu six-man eliminacyjnym, który miał w celu wyłonienie pierwszej posiadaczki SmackDown Women’s Championship, który wygrała Becky Lynch.
Po trzech miesiącach bezczynności, Naomi powróciła w styczniu 2017, konfrontując się z ówczesną SmackDown Women’s Champion Alexą Bliss. Na Elimination Chamber, Naomi pokonała Bliss, aby wygrać mistrzostwo kobiet SmackDown po raz pierwszy. Została zmuszona zawiesić nieco ponad tydzień później z powodu kontuzji.
Na WrestleManii 33, Naomi powróciła, aby wygrać sześcioosobowy mecz o SmackDown Women’s Championship. Ostatecznie utrzymała tytuł do SummerSlam, gdzie utraciła go na rzecz Natalyi, kończąc panowanie po 140 dniach.

#### Różne fabuły (2018-2020)
Naomi brała udział w pierwszym w historii Royal Rumble matchu, wygranego przez Asukę. Na WrestleManii 34 Naomi wygrała pierwszy w historii kobiecy WrestleMania battle royal, eliminując jako ostatnią Bayley.
Pod koniec roku zaczęła feudować z Mandy Rose, która według fabuły miałaby zrujnować życie Naomi, poprzez podrywanie jej męża, Jimmy’ego Uso. Następnie panie wymieniały między sobą zwycięstwa do lutego 2019. W tym samym miesiącu Naomi połączyła siły z Carmellą w sześcioosobowym meczu Elimination Chamber o inauguracyjne WWE Women’s Tag Team Championship, w którym byli pierwszą drużyną wyeliminowaną. Następnie została przeniesiona na Raw, po czym wzięła wolne. Powracając na Royal Rumble 2020, z numerem 18, została wyeliminowana przez Shaynę Baszler. Następnie bezskutecznie rywalizowała ze SmackDown Women’s Champion Bayley, o mistrzostwo.
We wrześniu Naomi przechodziła operację. Wówczas WWE przeniosło ją na Raw.

#### Sojusz z Laną (2021)
Naomi powróciła już jako członkini marki Raw, na Royal Rumble match, gdzie została wyeliminowana przez nowe WWE Women’s Tag Team Champions, Nię Jax i Shaynę Baszler. Następnie sprzymierzyła się z Laną, którą przez ostatnie miesiące dręczyły Jax i Baszler. 1 lutego Lana i Naomi wygrały mecz o miano pretendenckie na tytuły Women’s Tag Team. 8 marca nie udało im się zdobyć mistrzostw, po przegranej z Nią i Shayną. Podczas pierwszej nocy WrestleManii 37 zostały wyeliminowane jako pierwsze z Tag Team Turmoil matchu, który miał za zadanie wyłonić pretendentki do mistrzostw WWE Women’s Tag Team na noc 2.
19 kwietnia Lana i Naomi pokonały mistrzynie, w meczu bez tytułu, co dało im walkę o mistrzostwa, którą 3 maja przegrały. Ich ostatni wspólny mecz odbył się 31 maja, przegrywając z Mandy Rose i Daną Brooke. 2 czerwca 2021 Lana została zwolniona z WWE, z powodu cięć budżetowych, przez co ich sojusz się rozwiązał.

## Życie prywatne
Prywatnie jest żoną gwiazdy WWE Jimmy’ego Uso. Biorąc ślub została macochą dwojga dzieci Jimmy’ego z poprzedniego związku. Wydała własną piosenkę Dancing all night, w teledysku występuje m.in. ze swoim mężem.

## Gry video
| Gra                  | Rok  | Jako  | Uwagi  |
| -------------------- | ---- | ----- | ------ |
| WWE'13               | 2012 | Naomi | NPC    |
| WWE 2K14             | 2013 | Naomi | NPC    |
| WWE 2K15             | 2014 | Naomi | [ 36 ] |
| WWE 2K16             | 2015 | Naomi | [ 37 ] |
| WWE 2K17             | 2016 | Naomi | [ 38 ] |
| WWE 2K18             | 2017 | Naomi | [ 39 ] |
| WWE 2K19             | 2018 | Naomi | [ 40 ] |
| WWE 2K20             | 2019 | Naomi | [ 41 ] |
| WWE 2K Battlegrounds | 2020 | Naomi | [ 42 ] |

## Tytuły i osiągnięcia
- Florida Championship Wrestling
  - FCW Divas Championship (1 raz, pierwsza)
- Pro Wrestling Illustrated
  - PWI sklasyfikowało ją na 48. miejscu z 50 najlepszych wrestlerek w 2010 roku.
- WWE
  - WWE SmackDown Women’s Championship (2 razy)
  - WWE Women’s Tag Team Championship (1 raz) – z Sashą Banks
  - WrestleMania Battle Royal winner (2018)
  - Slammy Awards (1 raz)
    - Najlepsze ruchy taneczne roku (2013) – z Cameron jako The Funkadactyls

  - Nagroda WWE na koniec roku (1 raz)
    - Najbardziej niedoceniana supergwiazda roku (2018)